# Desmatoneura aegypticola
Desmatoneura aegypticola är en tvåvingeart som först beskrevs av Paramonov 1935.  Desmatoneura aegypticola ingår i släktet Desmatoneura och familjen svävflugor.
Artens utbredningsområde är Egypten. Inga underarter finns listade i Catalogue of Life.